# Agustinus Agus
Agustinus Agus (ur. 22 października 1949 roku w Lintang) – indonezyjski duchowny katolicki, arcybiskup Pontianak od 2014.

## Życiorys
Święcenia kapłańskie przyjął 6 czerwca 1977 roku. 

## Episkopat
29 października 1999 roku został mianowany przez papieża Jana Pawła II biskupem Sintang. Sakry biskupiej udzielił mu w dniu 6 lutego 2000 roku ówczesny arcybiskup Dżakarty - Julius Darmaatmadja. W dniu 3 czerwca 2014 roku został mianowany biskupem Pontianak. Urząd objął w dniu 28 sierpnia 2014 roku.